# Tawangrejo (Takeran)
Tawangrejo is een bestuurslaag in het regentschap Magetan van de provincie Oost-Java, Indonesië. Tawangrejo telt 2227 inwoners (volkstelling 2010).